# スポケーン国際空港
スポケーン国際空港（英: Spokane International Airport）は、アメリカ合衆国ワシントン州スポケーンにある国際空港。

## 施設
空港の敷地面積は約2480haである。旅客ターミナルはコンコースA（ゲート11から15）、コンコースB（ゲート1から10）及びコンコースC（ゲート21から26とゲート30から32）に分かれている。

## 就航路線
| 航空会社                   | 就航地                                                               |
| -------------------------- | -------------------------------------------------------------------- |
| アラスカ航空               | シアトル、ポートランド、サクラメント、サンノゼ、ボイシ               |
| サウスウエスト航空         | デンバー、ラスベガス、オークランド、ポートランド、ソルトレイクシティ |
| デルタ航空                 | ミネアポリス、ソルトレイクシティ                                     |
| デルタ・コネクション       | ソルトレイクシティ                                                   |
| ユナイテッド航空           | デンバー                                                             |
| ユナイテッド・エクスプレス | シカゴ（オヘア） サンフランシスコ、シアトル                          |
| アメリカン航空             | ダラス、フェニックス                                                 |
| フロンティア航空           | デンバー                                                             |
| アレジアント航空           | ラスベガス                                                           |